# Třída Deutschland (1904)
Třída Deutschland byla třída predreadnoughtů německého císařského námořnictva. Konstrukčně navazovala na předcházející třídu Braunschweig. Tvořilo jí celkem pět jednotek, přijatých do služby v letech 1906–1908. Byly to poslední německé predreadnoughty. Účastnily se první světové války a roku 1916 byly nasazeny do bitvy u Jutska. V ní byla potopena bitevní loď SMS Pommern. Po válce zůstaly ve výzbroji německé Reichsmarine. Schlesien a Schleswig-Holstein byly potopeny za druhé světové války.

## Stavba
V letech 1903–1908 bylo postaveno celkem pět bitevních lodí této třídy. Do jejich stavby se zapojily loděnice Germaniawerft v Kielu, Kaiserliche Werft Wilhelmshaven ve Wilhelmshavenu, AG Vulcan Stettin ve Štětíně, Schichau-Werke v Danzigu.
Jednotky třídy Deutschland:
| Jméno              | Loděnice                        | Založení kýlu | Spuštěna           | Vstup do služby  | Status |
| ------------------ | ------------------------------- | ------------- | ------------------ | ---------------- | --- |
| Deutschland        | Germaniawerft                   | 1903          | 19. listopadu 1904 | 3. srpna 1906    | Od roku 1917 plovoucí kasárna, vyřazena 1920.                                                                       |
| Hannover           | Kaiserliche Werft Wilhelmshaven | 1904          | 29. září 1905      | 1. října 1907    | Vyřazena 1935, používána jako cílová loď, po druhé světové válce sešrotována.                                       |
| Pommern            | AG Vulcan Stettin               | 1904          | 2. prosince 1905   | 6. srpna 1907    | Dne 1. června 1916 potopena torpédem v bitvě u Jutska.                                                              |
| Schlesien          | Schichau-Werke                  | 1904          | 28. května 1906    | 5. května 1908   | Od roku 1918 cvičná loď. Zúčastnila se druhé světové války, dne 4. května 1945 potopena vlastní posádkou.           |
| Schleswig-Holstein | Germaniawerft                   | 1905          | 7. prosince 1906   | 6. července 1908 | Od roku 1917 plovoucí kasárna. Zúčastnila se druhé světové války, dne 18. prosince 1944 potopena britskými letadly. |

## Konstrukce

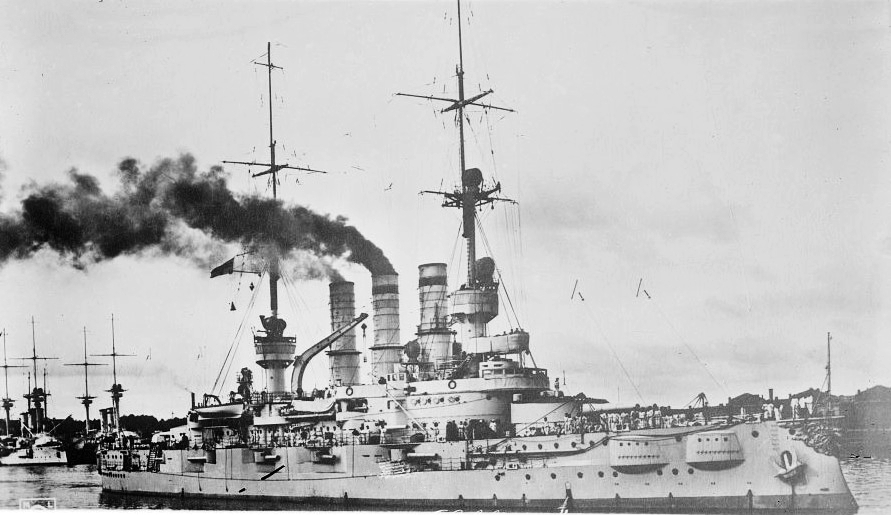
SMS Schlesien před první světovou válkou

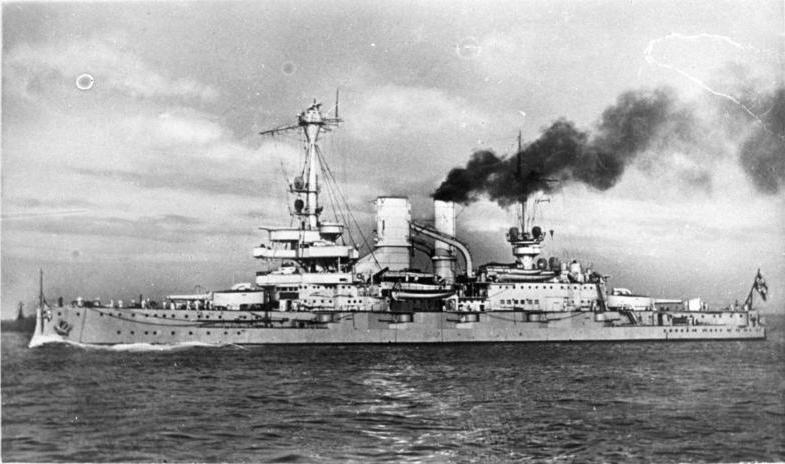
Schleswig-Holstein po přestavbě na cvičnou loď

Výzbroj byla slabší než u britských predreadnoughtů. Tvořily ji čtyři 283mm kanóny (oproti 305mm kanónům britským) ve dvoudělových věžích na přídi a naa zádi. Doplňovalo je čtrnáct 173mm kanónů, dvacet 88mm kanónů, čtyři 7,9mm kulomety a šest 450mm torpédometů. Pohonný systém tvořilo dvanáct kotlů Marine a tři parní stroje s trojnásobnou expanzí o výkonu 20 540 hp, pohánějící tři šrouby. Nejvyšší rychlost dosahovala 19 uzlů. Dosah činil 4800 námořních mil při rychlosti 10 uzlů.

### Modernizace
Schlesien a Schleswig-Holstein byly ve 20. letech modernizovány. Osm kotlů bylo upraveno na naftu. Původní 173mm kanóny nahradilo dvanáct 150mm kanónů a původní 88mm kanóny nahradily čtyři modernější protiletadlové 88mm kanóny. Ve 30. letech byly upraveny na cvičné lodě.